# Štefanova ulica
Štefanova ulica je ena izmed ulic v Ljubljani.

## Zgodovina
Leta 1941 so po italijanski okupaciji Ljubljane preimenovali dotedanjo Gajevo ulico v Verdijevo ulico (italijansko Via Verdi), po letu 1952 v Kidričevo ulico, danes je to Štefanova ulica.

## Urbanizem
Ulica poteka v severozahodni smeri od križišča s Slovensko cesto (trenutno je prehod onemogočen, tako da se slepo konča) do križišča s Prežihovo ulico.
Ulico pravokotno prečkata vzhodno Beethovnova in zahodno Župančičeva ulica.
Ob ulici se med drugim zvrstijo:
- Nebotičnik (Štefanova ulica 1),
- Ministrstvo za notranje zadeve Republike Slovenije (Štefanova ulica 2),
- Ministrstvo za zdravje Republike Slovenije (Štefanova ulica 5),
- Osnovna šola Prežihovega Voranca Ljubljana (Prežihova ulica 8) in
- Narodna galerija Slovenije (Puharjeva ulica 9).